# Dobber (Adelsgeschlecht)

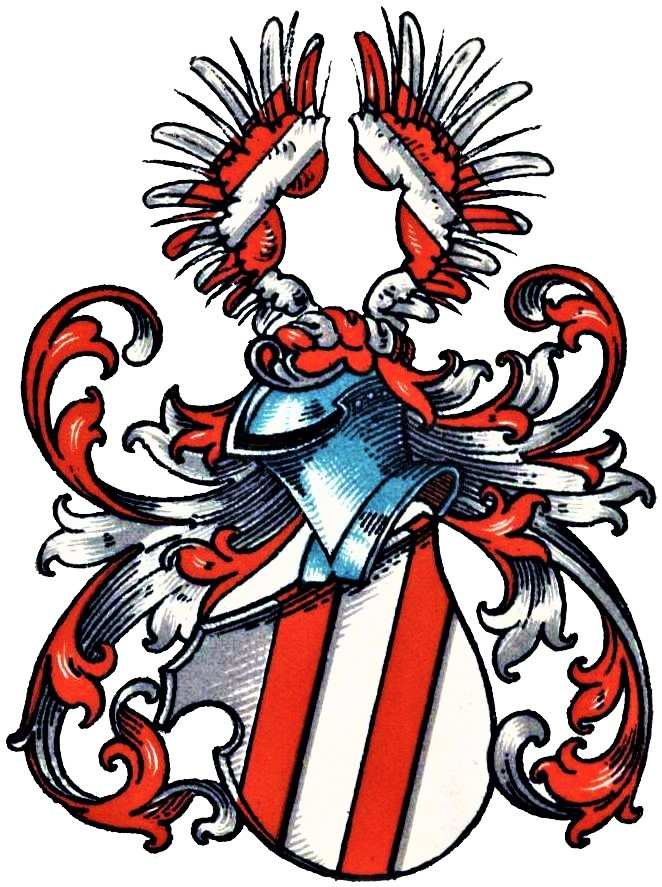
Wappen derer von Dobber (Wappenvariante I) im Wappenbuch des Westfälischen Adels

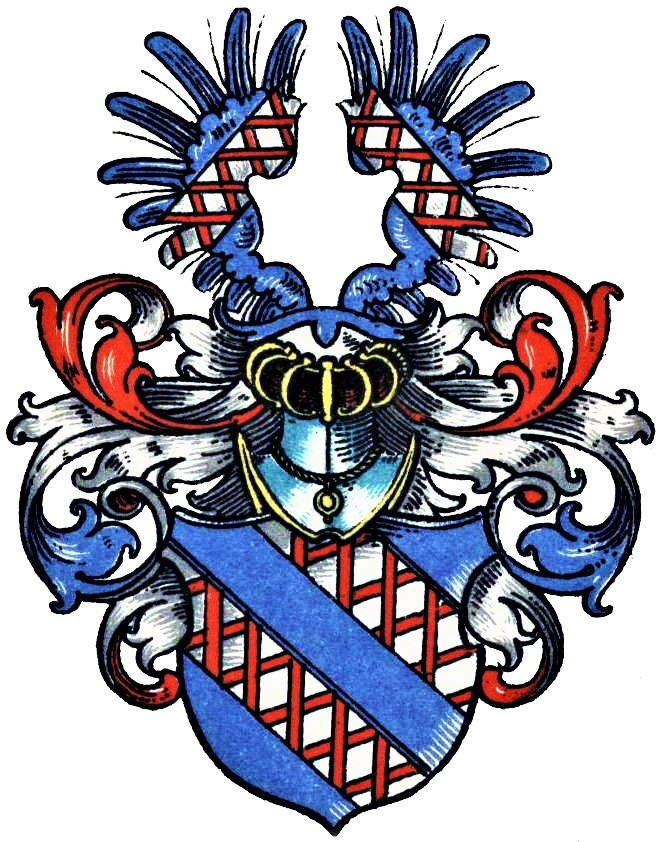
Wappen derer von Dobber (Wappenvariante II) im Wappenbuch des Westfälischen Adels

Dobber (lat.: de Dobbere; anstatt mit oder ohne Adelsprädikat „de/von“ auch: dey Dobber, dem Dobber, Döbber o. ä.) ist der Name eines westfälischen Adelsgeschlechts.
Die hier behandelte Familie ist von dem ebenfalls westfälischen, aber nicht verwandten Adelsgeschlecht Dobbe zu unterscheiden.

## Geschichte
Das Geschlecht stellte Burgmänner zu Bilstein, Belecke, Rüthen und Geseke. In Rüthen und Geseke besaßen sie Höfe, Döbberei genannt. 1315 war Gobel Dobber Bürgermeister zu Rüthen. Um 1300 erhielt Rudolph, der Sohn von Helmich Dobber, den Hof Volbracht, eine Hufe zu Lüdinchem und eine Hufe zu Hauekebike als Lehen. 1312 erscheint Godfried Dobere als Ritter und Burgmann zu Rüthen. Vermutlich derselbe war 1320 zusammen mit Hermann genannt Dobere im Gefolge des Grafen von Arnsberg. Die Grafen von Arnsberg gaben den Dobber verschiedene Lehen: Godfried Dobber hatte u. a. einen Zehnten zu Suttorp, den Hof zor Lyt (Liethhöfe östlich von Mülheim (Warstein)), Bryestede in Belecke, ein Burglehen zu Rüthen, die Wartpfenninge zu Rüthen sowie Wiesen zu Warstein und Belecke. Engelbert Dobber hatte zu Menden zwei mansen zu Lobynchem in der Pfarre Esleven. Rudolph Dobber besaß den Hof zu Varenbracht und eine Hufe zu Hauekebeke in der Pfarre Esleven. Wilhelm Dobber hatte einen Zehnten und Hof bei Kamen. Friedrich Dobber zu Soest einen halben Zehnten zu Suttrop, den Hof zur Lyt, das Haus zu Belecke und die Wartpfenninge zu Rüthen. Godert de Dobber war 1410 Burgmann zu Rüthen. Zu Beginn des 15. Jahrhunderts waren die Dobber auch Lehnsleute der Edelherren von Lippe. 1437 besiegelten Friedrich und Heidenrich de Dobbere die westfälische Landesvereinigung.
Das Geschlecht starb aus mit dem Tod von Margarethe Dobber, Ehefrau des Johann von Gaugreben, um 1520.

## Persönlichkeiten
- Frederuna Dobber († 1458), 1434–1458 Äbtissin des Stifts Geseke
- Sophia Dobber († 1509), 1483–1509 Äbtissin des Klosters Überwasser

## Wappen

### Variante I
Blasonierung: In Silber zwei rote linksschräge Balken. Auf dem rot-silbern gewulsteten Helm ein offener silberner Flug, absteigend mit den zwei roten Balken beladen. Die Helmdecken sind rot-silbern.
Als Quelle für Variante I gibt Max von Spießen das Staatsarchiv Münster, heute Landesarchiv Nordrhein-Westfalen Abteilung Westfalen, an. So finden sich bei Theodor Ilgen zwei entsprechende Siegelabbildungen von „Helmich gen. Döbber“ (1367) und „Gottfried gen. Döbber“ (1426), allerdings mit schrägrechten Balken. Im Landesarchiv Nordrhein-Westfalen Abteilung Ostwestfalen-Lippe findet sich ferner ein Lehnrevers des Knappen Volbert Dobber, den er als Aussteller selbst besiegelte. Das Siegel zeigt die beschriebenen zwei linksschrägen Balken.

### Variante II
Blasonierung: In Blau zwei schrägrechte, rot schräggegitterte, silberne Balken. Auf dem Helm ein offener blauer Flug mit je einem gegitterten Balken schräg absteigend belegt. Die Helmdecken sind blau-rot-silbern.
Die im Wappenbuch des Westfälischen Adels dargestellte Variante II stammt laut Quellenangabe von Max von Spießen aus Heinrich Strodtmanns Wappenbuch von 1640. Dort ist unter dem Namen Dobir tatsächlich ein entsprechendes Wappen in der dargestellten Tingierung skizziert, wenn auch bezüglich der Schrägbalken nicht eindeutig. Die Interpretation Strodtmanns dürfte auf zwei Siegeln von Friedrich und Heidenreich Dobber von 1425 basieren, die jeweils zwei rechtsschräge damaszierte Balken zeigen. Aus der undeutlichen Darstellung der Damaszierung bei Strodtmann machte Spießen ein rotes Gitter.

### Falsche Wappenzuordnung durch Fahne
Abweichend berichtet Anton Fahne von einem Wappen mit einem „rechtsschrägen Balken, zu jeder Seite von Zwillings-Balken begleitet.“ Er zeigt dazu einen Schild, der dem entspricht, den Johann Dietrich von Steinen auf einer seiner Siegel-Tafeln zeigt. Hierzu schreibt Steinen: 1358. Herman v. Heygen, kaufft von Godert de Dobbere ein Salzhauß. S. Er siegelt, wie Tab. XLVII. nun. 3. stehet. Diesen Text interpretierte Fahne offensichtlich so, dass Godert de Dobbere mit dem auf Tab. XLVII gezeigten Siegel siegelte. In Wirklichkeit war dies jedoch besagter Herman von Heygen aus dem Adelsgeschlecht Heygen.